# And to Think I Saw It on Mulberry Street
And to Think I Saw It on Mulberry Street ist ein US-amerikanischer teilanimierter Kurzfilm von George Pal aus dem Jahr 1944.

## Handlung
Der Junge Macro wird von seinem Vater angehalten, auf seinem Schulweg genau darauf zu achten, was er sieht. Er soll es ihm bei seiner Rückkehr berichten. Macro überlegt sich auf dem Rückweg, dass er nur einen von einem Pferd gezogenen Müllwagen gesehen hat. In seiner Vorstellung macht er aus dem Pferd ein gelb-schwarzes Zebra, das auch keinen Müllwagen, sondern einen Triumphwagen zieht. Bald werden aus Zebra und Triumphwagen ein Rentier mit Schlitten, dann ein Elefant, der am Ende ein Blasorchester in einem großen Anhänger zieht. Schließlich kulminiert die Szenerie in einer großen Parade mit Polizeieskorte und Konfettiregen.
Macro kommt zu Hause an. Auf die Frage seines Vaters, was er gesehen habe, antwortet er, dass nur ein Pferd, das einen Wagen gezogen habe, zu sehen war.

## Produktion
And to Think I Saw It on Mulberry Street beruht auf der gereimten Kindergeschichte And to Think That I Saw It on Mulberry Street von Dr. Seuss, die wortgenau zur Handlung erzählt wird. Als Erzähler zu hören sind Victor Jory und Rex Ingram. Bereits 1943 hatte Regisseur George Pal mit The 500 Hats of Bartholomew Cubbins eine Seuss-Geschichte auf gleiche Weise verfilmt.
Die Szenen vom Schulhin- und -rückweg Macros wurden als Realfilm in Schwarzweiß gedreht, wobei von Makro nur der Unterkörper beim Laufen zu sehen ist. Erst die animierte Hauptsequenz um die Erlebnisse, die Macro sich vorstellt, ist farbig gehalten. Animiert wurden die Szenen in Stop-Motion, wobei George Pals Puppetoons in Szene gesetzt wurden. Der Film wurde am 28. Juli 1944 erstmals in den USA aufgeführt.

## Auszeichnungen
And to Think I Saw It on Mulberry Street wurde 1945 für einen Oscar in der Kategorie „Bester animierter Kurzfilm“ nominiert, konnte sich jedoch nicht gegen Tom bildet sich durchsetzen.